# Louis-Marcel de Coëtlogon-Méjusseaume
Louis-Marcel de Coëtlogon-Méjusseaume (Rennes, 1648 circa – Tournai, 18 aprile 1707) è stato un vescovo cattolico francese.
È stato vescovo Saint-Brieuc e poi di Tournai.

## Biografia
Di nobile famiglia bretone, fu avviato alla carriera ecclesiastica: ottenuto il dottorato in teologia alla Sorbona, fu vicario generale di Quimper ed ebbe in commenda l'abbazia di Bégard e il priorato di Saint-Martin a Josselin.
Nel 1680 fu scelto come vescovo di Saint-Brieuc in sostituzione di Hardouin Fortin de la Hoguette, trasferito alla sede di Poitiers ma, caduto malato e ridotto in fin di vita, de Coëtlogon poté essere consacrato solo nel dicembre dell'anno successivo: la cerimonia, presieduta dall'arcivescovo François de Harlay de Champvallon, fu celebrata nella cappella della casa professa gesuita di rue Saint-Antoine a Parigi.
Il vescovo presiedette gli Stati di Bretagna riuniti a Dinan il 1º ottobre 1687 e nel 1689 ospitò per un breve periodo l'esule Giacomo II Stuart.
Nel 1705 fu trasferito alla sede di Tournai, ma morì due anni dopo. Fu sepolto nella cattedrale di Notre-Dame a Tournai.

## Genealogia episcopale e successione apostolica
La genealogia episcopale è:
- Cardinale Guillaume d'Estouteville, O.S.B.Clun.
- Papa Sisto IV
- Papa Giulio II
- Cardinale Raffaele Sansone Riario
- Papa Leone X
- Papa Paolo III
- Cardinale Francesco Pisani
- Cardinale Alfonso Gesualdo di Conza
- Papa Clemente VIII
- Cardinale Pietro Aldobrandini
- Cardinale Laudivio Zacchia
- Cardinale Antonio Barberini, O.F.M.Cap.
- Cardinale Nicolò Guidi di Bagno
- Arcivescovo François de Harlay de Champvallon
- Vescovo Louis-Marcel de Coëtlogon-Méjusseaume

La successione apostolica è:
- Vescovo Louis-Armand Champion de Cicé, M.E.P. (1701)